# 128 (število)
128 (stó ósemindvájset) je naravno število, za katero velja 128 = 127 + 1 = 129 - 1.

## V matematiki
- sestavljeno število.
- šesto Friedmanovo število {\displaystyle 128=2^{8-1}\,\!}.
- deveto Zuckermanovo število v bazi 10: {\displaystyle 128\mid 1\cdot 2\cdot 8=16\,\!}. Je tudi Zuckermanovo število v bazah 7 in 15.

## Drugo

### Leta
- 128 pr. n. št.
- 128, 1128, 2128